# Аринины Ляды
Ари́нины Ля́ды — посёлок в Климовском районе Брянской области России. Входит в состав Лакомобудского сельского поселения.

## География
Посёлок находится в юго-западной части Брянской области, в зоне хвойно-широколиственных лесов, в пределах Полесской низменности, на расстоянии примерно 9 км (по прямой) к северо-западу от Климово, административного центра района. Абсолютная высота — 178 м над уровнем моря.

### Климат
Климат характеризуется как умеренно континентальный, с умеренно тёплым летом и относительно мягкой зимой. Среднегодовая многолетняя температура воздуха составляет 5,2 °С. Средняя температура воздуха самого тёплого месяца (июля) — 18,2 °C (абсолютный максимум — 36 °C); самого холодного (января) — −8,1 °C (абсолютный минимум — −37 °C). Безморозный период длится в среднем 158 дней. Среднегодовое количество атмосферных осадков составляет 590 мм, из которых большая часть выпадает в тёплый период. Снежный покров держится в течение 113 дней.

### Часовой пояс
Посёлок Аринины Ляды, как и вся Брянская область, находится в часовой зоне МСК (московское время). Смещение применяемого времени относительно UTC составляет +3:00.

## Население
| 2010 | 2013 |
| ---- | ---- |
| 1    | →1   |

### Национальный состав
Согласно результатам переписи 2002 года, в национальной структуре населения русские составляли 50 % из 6 чел., украинцы — 33 %.